# Charles La Trobe

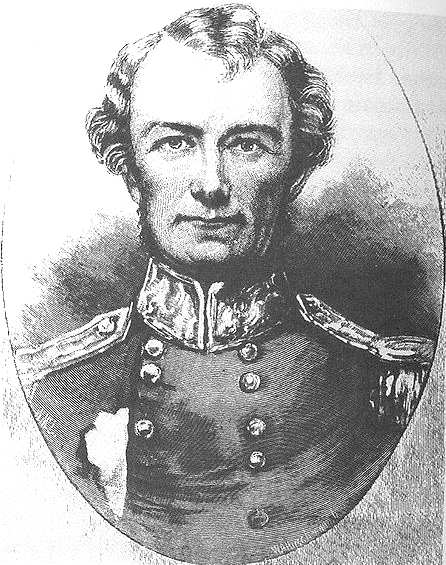
Charles La Trobe

Charles Joseph La Trobe (* 20. März 1801 in London; † 4. Dezember 1875 in Litlington, East Sussex, England) war der erste Lieutenant-Governor von Victoria, einem der sechs heutigen australischen Bundesstaaten.

## Frühes Leben
La Trobe wurde in London als Sohn des Musikers Christian Ignatius Latrobe in einer Hugenotten-Familie geboren. Vermutlich wurde er in der Schweiz ausgebildet. Dort war er ein aktiver Bergsteiger und machte von 1824 bis 1826 mehrere Erstbegehungen in den Alpen. Im Jahre 1832 bereiste er die Vereinigten Staaten von Amerika mit Albert von Pourtalès und Henry Leavitt Ellsworth. 1834 reiste er mit Washington Irving von New Orleans nach Mexiko. La Trobe veröffentlichte einige Reisebücher, in denen er seine Erfahrungen beschrieb, zum Beispiel The Alpenstock (1829), The Pedestrian (1832), The Rambler in North America (1835) und The Rambler in Mexico (1836).
Seine Tochter Mary Cécile (* 1843 in Melbourne; † 1904 in Neuenburg) war mit dem Schweizer Geistlichen und Hochschullehrer Georges Edouard Godet verheiratet.

## Lieutenant-Governor
1837 wurde er von der Regierungskommission von Westindien beauftragt, über die zukünftige Ausbildung der in letzter Zeit befreiten Sklaven zu berichten. 1839 wurde er in den Port-Phillip-Distrikt (heute das australische Bundesland Victoria mit Landeshauptstadt Melbourne) von New South Wales als Superintendant gesandt, obwohl er für diese Aufgabe nur geringe organisatorische und Management-Erfahrungen besaß. Melbourne hatte seiner Zeit eine Bevölkerung von etwa 3000 Personen und wuchs schnell. La Trobe begann seine Arbeit mit der Sanierung von Straßen. Da der Port Phillip District in dieser Zeit ein Teil der Kolonie New South Wales war, musste jeder Verkauf von Land sowie Bauplanungen und öffentliche Bestimmungen durch deren Gouverneur, Sir George Gipps, genehmigt werden, zu dem La Trobe allerdings sowohl eine gute persönliche als auch eine gute Arbeitsbeziehung hatte.
Im Jahre 1840 hatte sich eine Gesellschaft gebildet, die den Port Phillip District zu einer eigenständigen Kolonie machen wollte. Im Jahre 1841 schrieb La Trobe an Gipps und fragte, ob er nicht die Stadt Melbourne aufsuchen wollte, um eine eigene Auffassung zur eventuellen Entstehung einer neuen Kolonie zu bilden. La Trobe verfolgte keine aktive Kampagne für die Loslösung des Distrikts von New South Wales und berücksichtige die Tatsache, dass Henry Grey in einem Gesamt-Reorganisationsplan Australiens bundesstaatliche Vorstellungen für die Kolonie verfolgte.
Auf Geheiß von Charles La Trobe wurde der Native-Police-Corps 1842 in der Hoffnung eingerichtet, die Männer der Aborigines zu „zivilisieren“. Die Zustimmung des Stammesführers der Wurundjeri Billibellarys zu seinem Vorschlag war wichtig für seinen Erfolg. Nach Beratung unterstützte dieser die Initiative und trat selber dem Corps bei. Nach etwa einem Jahr verließ Billibellary das Native-Police-Corps, weil er herausfand, dass es eingesetzt wurde, um Aborigines zu fangen und sogar zu töten.
Um 1851, als in Melbourne das Goldfieber ausbrach, wurde La Trobe für drei Jahre Lieutenant-Governor (Vizegouverneur), bis sich im Jahre 1854 die Kolonie Victoria endgültig von New South Wales löste.
La Trobe, der von Selbstzweifel wegen mangelnder Erfahrung geplagt wurde, zog sich im Dezember 1852 zurück und wartete auf seine Ablösung durch Governor (später Sir Charles) Hotham. Gegen Ende seiner Gouverneurschaft wurde seine schweizerische Frau krank; sie starb 1854 in Europa. Ihr wird der Name des Melbourner Stadtteils Jolimont zugeschrieben, da sie dort beim ersten Anblick « quel joli mont ! » ausgerufen haben soll.
La Trobe wirkte in den Jahren 1846 bis 1847 für vier Monate als Lieutenant-Governor von Van Diemen’s Land, dem heutigen australischen Bundesland Tasmanien.

## Namen

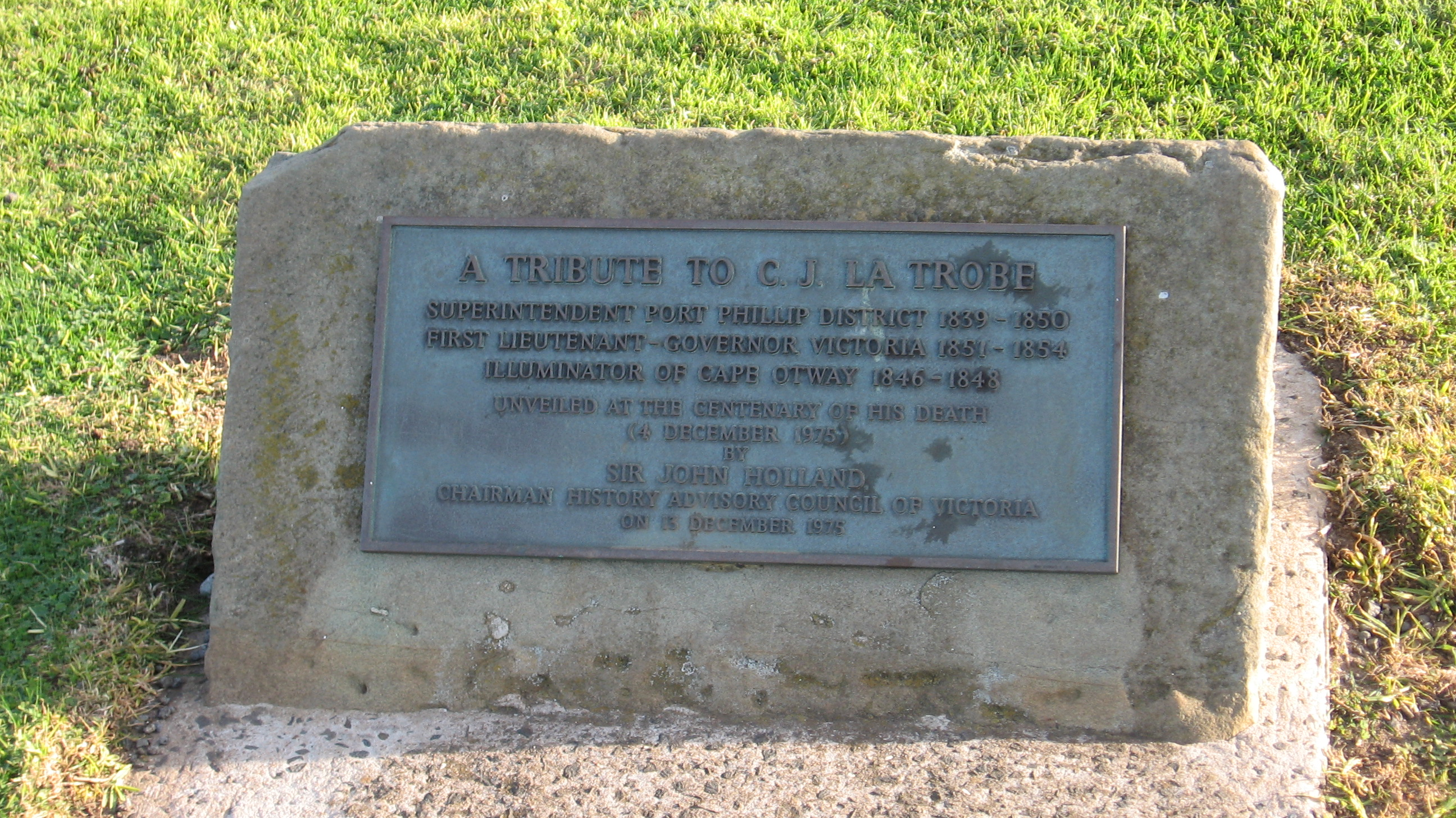
Erinnerungstafel auf dem Cape Otway

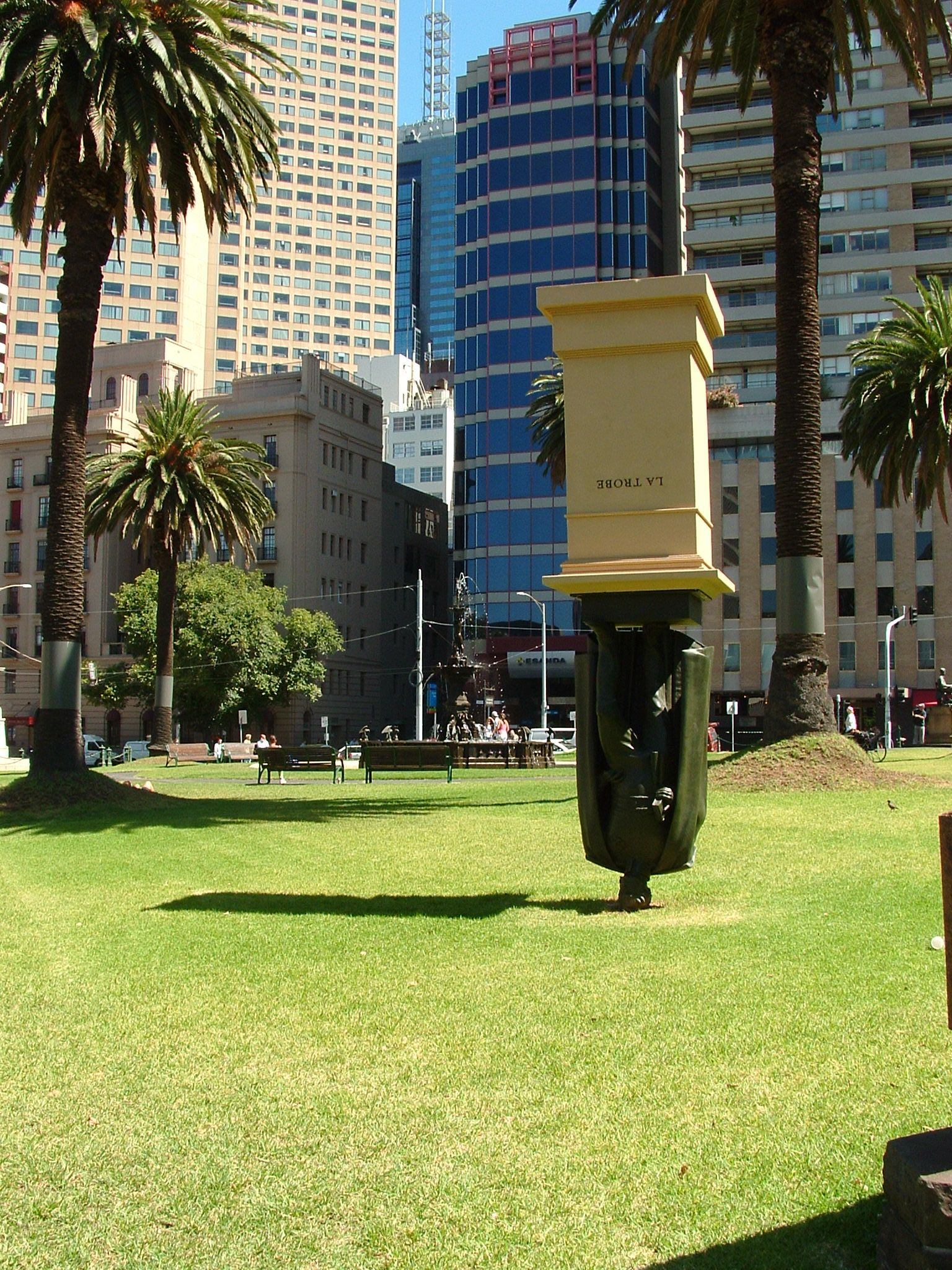
Statue von La Trobe nahe der Parliament Station

Die Gestaltung des inneren Stadtgebietes von Melbourne geht auf die Weitsicht von La Trobe zurück, der Land reservierte, z. B. für die katholische Kathedrale.
Viele Orte in Melbourne und Victoria sind zu Ehren von La Trobe benannt, einschließlich der La Trobe University (der dritten nach The University of Melbourne und Monash University), der La Trobe Street in der Melbourner Innenstadt, einer Vorstadt im äußeren Osten von Melbourne, des Latrobe Valley einschließlich des Latrobe River im Südosten von Victoria, des Mount Latrobe on Wilson’s Promontory und der La-Trobe-Bibliothek, eines Teils der Victorianischen Staatsbibliothek (die früher die Melbourner Öffentliche Bibliothek hieß). Bei den meisten dieser Benennungen wurde der Name lange Zeit fälschlicherweise zusammengeschrieben, was man erst ab Mitte des 20. Jahrhunderts zu korrigieren begann, und zwar mit *‹Latrobe St.› beginnend. Die Korrektur setzt sich fort.

## Geelong-Schlüssel
Charles La Trobes Name ist mit der Entdeckung von Schlüsseln verbunden, die darauf hinweisen, dass Portugiesen Australien entdeckt haben. Als Charles La Trobe, ein begeisterter Amateur-Geologe, im Jahre 1847 am Limeburner Point nahe Geelong in Victoria einen Kalkofen untersuchte, zeigte ihm ein Arbeiter fünf Schlüssel, bezeichnet als Geelong Keys, die dieser angab gefunden zu haben.
La Trobe nahm an, dass die Schlüssel am Strand vor etwa dreihundert Jahre verloren wurden. Im Jahre 1977 vermutete Kenneth McIntyre, dass sie von portugiesischen Seglern unter dem Kommando von Cristóvão de Mendonça verloren wurden. Wie lange die Schlüssel sich an diesem Ort befanden, kann nicht bestimmt werden, schloss der Geologe Edmund Gill und P.F.B. Denn das Alter des Behältnisses, in dem die Schlüssel gefunden wurden, schätzte Alsop auf ein Alter von 2330 bis 2800 Jahren, daher wurde die Datierung von La Trobe unwahrscheinlich. Der Fehler von La Trobe ist verständlich, nahm man doch im Jahre 1847 an, dass die Welt lediglich ein Alter von 6.000 Jahren habe.